# Karolina Naja
Pour les articles homonymes, voir Naja (homonymie).
Karolina Elżbieta Naja, née le 5 février 1990 à Tychy, est une kayakiste polonaise pratiquant la course en ligne.

## Palmarès

### Jeux olympiques
- 2020 à Tokyo, (Japon)
  -  Médaille d'argent en K-2 500 m
  -  Médaille de bronze en K-4 500 m
- 2016 à Rio de Janeiro, (Brésil)
  -  Médaille de bronze en K-2 500 m
- 2012 à Londres, (Royaume-Uni)
  - 4e en K-4 500 m
  -  Médaille de bronze en K-2 500 m

### Championnats du monde
- 2019 à Szeged, Hongrie
  -  Médaille d'argent en K-2 500 m
  -  Médaille de bronze en K-4 500 m

- 2018 à Montemor-o-Velho, Portugal
  -  Médaille de bronze en K-4 500 m

- 2014 à Moscou, Russie
  -  Médaille d'or en K-1 4x200 m
  -  Médaille d'argent en K-4 500 m
  -  Médaille de bronze en K-2 500 m

- 2013 à Duisbourg, Allemagne
  -  Médaille d'argent en K-2 200 m
  -  Médaille d'argent en K-1 4×200 m
  -  Médaille de bronze en K-2 500 m

- 2011 à Szeged, Hongrie
  -  Médaille d'argent en K-2 200 m
  -  Médaille de bronze en K1 4x200 m

- 2010 à Poznań, Pologne
  -  Médaille de bronze en K-4 500 m

### Jeux européens
- Jeux européens de 2023 à Cracovie
  -  Médaille d'or en K-2 500 m
  -  Médaille d'or en K-4 500 m
- 2019 à Minsk (Biélorussie)
  -  Médaille de bronze en K-4 500 m
- 2015 à Bakou (Azerbaïdjan)
  -  Médaille de bronze en K-4 500 m

### Championnats d'Europe
- 2021 à Poznań (Pologne)
  -  Médaille d'argent en K-2 500 m

- 2017 à Plovdiv (Bulgarie)
  -  Médaille d'argent en K-4 500 m
  -  Médaille de bronze en K-2 500 m

- 2018 à Belgrade (Serbie)
  -  Médaille de bronze en K-1 500 m

- 2015 à Račice (République tchèque)
  -  Médaille d'or en K-2 500 m
  -  Médaille d'argent en K-2 200 m
  -  Médaille d'argent en K-2 1000 m

- 2014 à Brandebourg-sur-la-Havel (Allemagne)
  -  Médaille d'argent en K-2 500 m
  -  Médaille d'argent en K-4 500 m

- 2013 à Montemor-o-Velho (Portugal)
  -  Médaille d'or en K-2 500 m
  -  Médaille d'or en K-2 1000 m
  -  Médaille d'argent en K-2 200 m

- 2012 à Zagreb (Croatie)
  -  Médaille d'or en K-2 1000 m
  -  Médaille de bronze en K-2 500 m